# Say Na Na Na
Say Na Na Na is een nummer van de Turkse zanger Serhat. Het is de inzending van San Marino voor het Eurovisiesongfestival 2019. Serhat deed eerder voor San Marino mee met het Eurovisiesongfestival, namelijk in 2016 met het nummer I Didn't Know.

## Achtergrond
Serhat zei dat hij het nummer had geschreven in vijf minuten.

## Op het Eurovisiesongfestival
Serhat bracht Say Na Na Na ten gehore in de eerste halve finale van het Eurovisiesongfestival 2019 op 14 mei 2019. Hij kwalificeerde zich daar voor de finale op 18 mei. Het was pas de tweede keer dat San Marino zich kwalificeerde voor de finale, de vorige keer dat dit gebeurde was in 2014 door Valentina Monetta met het nummer Maybe. Het was ook opmerkelijk dat San Marino zich dit jaar kwalificeerde, aangezien het vooraf onderaan stond bij de bookmakers.